# Romuald Jurcewicz
Romuald Jurcewicz ros. Юрцевич Ромуальд Вацлавович (ur. 4 grudnia 1908 w Czelabińsku, zm. 1994) – radziecki oficer, podpułkownik aparatu bezpieczeństwa PRL.

## Życiorys
Syn Wacława i Konstancji. Pierwszy sekretarz komitetu okręgowego obwodu czelabińskiego. W 1943 został oddelegowany do kwatery głównej armii polskiej w Winnicy, przygotowywał grupy sabotażowe i brał udział w ruchu partyzanckim. Od 12 kwietnia 1945 do 1 października 1946 był wicedyrektorem Zarządu Personalnego MBP, a następnie Biura Personalnego MBP.  Po zwolnieniu w 1947 wyjechał do ZSRR. Członek WKP(b). Zdemobilizowany w stopniu pułkownika. Zmarł w 1994.

## Ordery i odznaczenia
- Order Wojny Ojczyźnianej II stopnia (ZSRR)
- Order Czerwonego Sztandaru (ZSRR)
- Order Czerwonej Gwiazdy (ZSRR)
- Order Krzyża Grunwaldu III klasy (10 października 1945)[2]
- Złoty Krzyż Zasługi (17 września 1946)[3]